# Ceprano
Ceprano település Olaszországban, Lazio régióban, Frosinone megyében. Lakosainak száma 8116 fő (2023. január 1.). Ceprano Arce, Castro dei Volsci, Falvaterra, Pofi, Ripi, San Giovanni Incarico és Strangolagalli községekkel határos.

## Népesség
A település lakossága az elmúlt években az alábbi módon változott:
| Lakosok száma | 8823 | 8823 | 8116 |
|               | 2017 | 2018 | 2023 |